# U-Bahnhof Borsigwerke

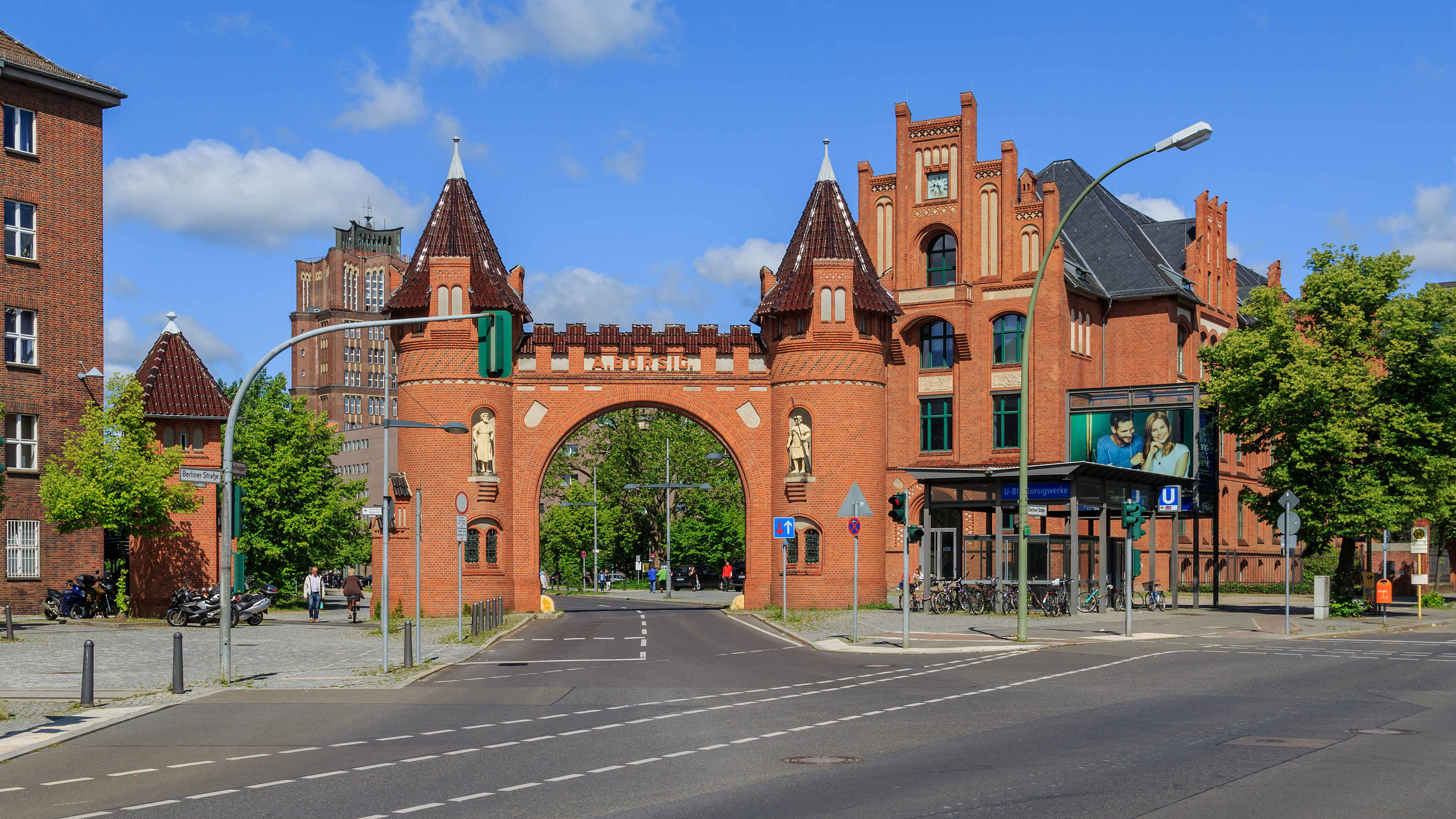
Eingang zum U-Bahnhof in der Berliner Straße (rechts) neben dem Werkstor der Borsigwerke

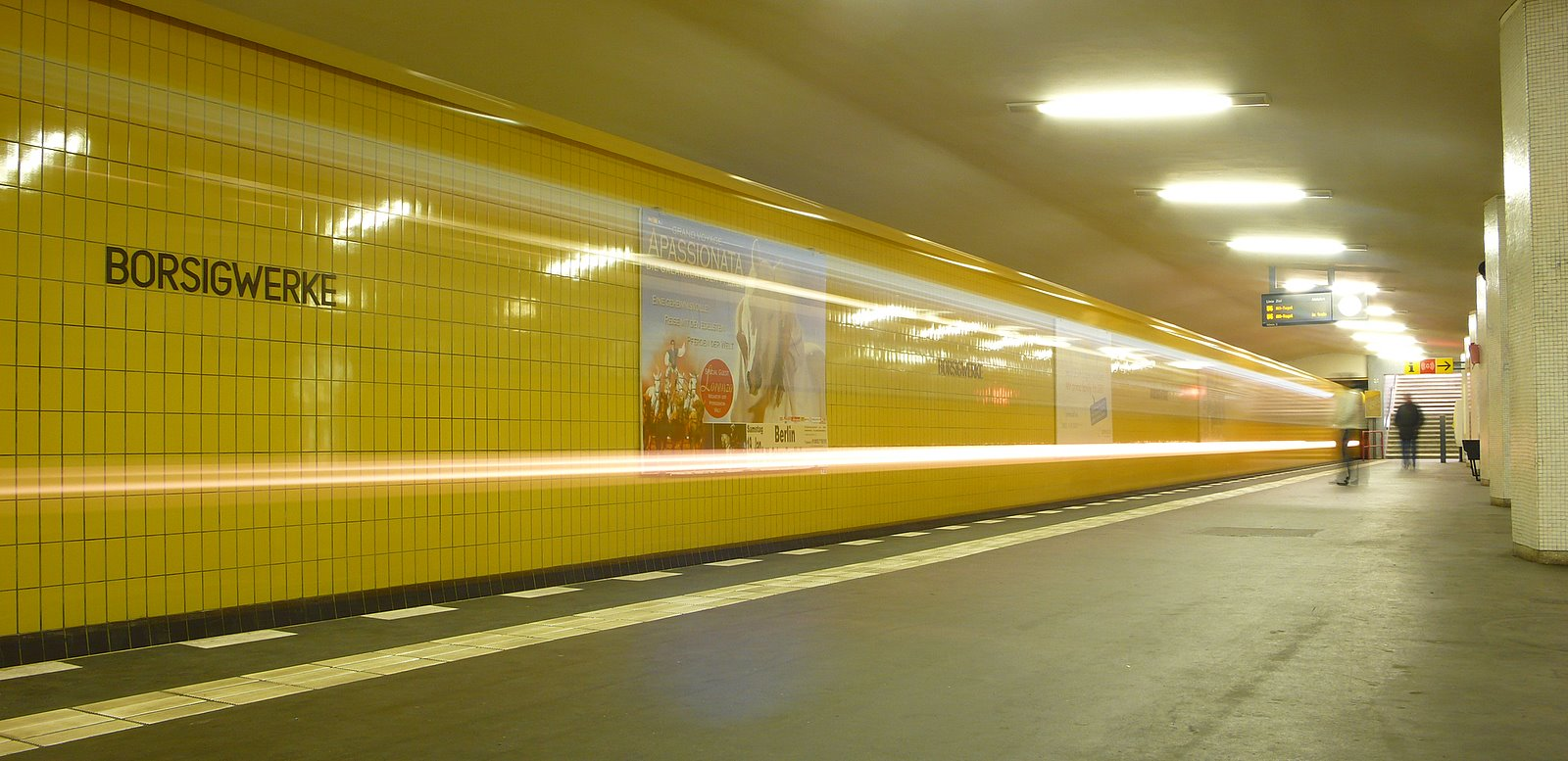
Bahnsteig mit einfahrender Bahn

Der U-Bahnhof Borsigwerke (ⓘ) ist ein Bahnhof der Linie U6 der Berliner U-Bahn. Er befindet sich unter der Kreuzung Berliner Straße / Wittestraße / Egellstraße im Ortsteil Tegel des Berliner Bezirks Reinickendorf. Der U-Bahnhof wurde am 31. Mai 1958 im Zusammenhang mit der Streckeneröffnung Kurt-Schumacher-Platz – Tegel in Betrieb genommen. Er wird im Bahnhofsverzeichnis der BVG als Bk bezeichnet und ist 921 Meter vom U-Bahnhof Alt-Tegel und 788 Meter vom U-Bahnhof Holzhauser Straße entfernt. Der Bahnsteig ist neun Meter breit und 110 Meter lang, er befindet sich 6,8 Meter unter der Straßenoberfläche. Wie der Platz ist er nach den Borsigwerken benannt.

## Geschichte
Nach dem Zweiten Weltkrieg plante die Berliner Verwaltung einen massiven Ausbau der Berliner U-Bahn. Zu den ersten neuen Strecken gehörte die Linie C (heute: Teil der Linie U6), die bisher an der Seestraße endete. Der erste feierliche Rammschlag für eine Strecke Seestraße – Tegel fand am 26. Oktober 1953 statt, die Verlängerung sollte in zwei Etappen realisiert werden. Zuerst war der Abschnitt Seestraße – Kurt-Schumacher-Platz in Bau, danach folgte der teils oberirdische Abschnitt Kurt-Schumacher-Platz – Tegel. Der zweite Abschnitt beinhaltete auch den Bahnhof Borsigwerke.
Die Gestaltung der Bahnhöfe der gesamten Strecke übernahm der Berliner Architekt Bruno Grimmek. Er orientierte sich dabei am von Alfred Grenander entwickelten Kennfarbensystem. So erhielt der Bahnhof hellgelbe Fliesen, die Stützen kleinteilige, weiße Riemchen. Der Stationsname ist mit schwarzen Lettern direkt an den Fliesen angebracht. Da der Bahnhof sich in anderthalbfacher Tiefenlage befindet, konnte die BVG zwei Zwischengeschosse errichten lassen. Sowohl im südlichen Zugangsbereich, der zur Egellstraße und zur Wittestraße führt, als auch im nördlichen dominieren kleinteilige Fliesen in den Farben Hellblau, Gelb, Hellgrau und Rosa das Erscheinungsbild. Grimmek ließ einen der beiden nördlichen Zugänge direkt in das Werksgebäude, einem schlichten Klinkerbau, integrieren – direkt daneben befindet sich bis heute das repräsentative Werkstor. Alle anderen Eingänge sind bauzeittypisch mit einfachen Gittertüren und -geländern ausgestattet. Eine ähnliche Ausgestaltung ist mehrfach in Berlin anzutreffen: beispielsweise bei den Bahnhöfen der Linie U9 zwischen Spichernstraße und Leopoldplatz. Auch der U-Bahnhof Hansaplatz weist starke Ähnlichkeiten auf.
Der Regierende Bürgermeister Willy Brandt eröffnete den zweiten Streckenabschnitt zwischen Kurt-Schumacher-Platz und Tegel offiziell am 31. Mai 1958. Tegel selbst entwickelte sich zu einem neuen Erholungsgebiet innerhalb der eingeschlossenen Stadt, sodass die Fahrgastzahlen stetig stiegen. Den Bahnhof Borsigwerke nutzten jedoch vor allem die Angestellten der benachbarten Firmen.
Im Laufe der weiteren Jahrzehnte änderte sich wenig am U-Bahnhof, lediglich die Linienbezeichnungen wechselten. So fuhr seit 1966 die Linie 6, die früher bestehende, direkte Linienverbindung nach Neukölln und Britz entfiel allerdings mit der Neusortierung der Linienbezeichnungen, ein Umsteigen im U-Bahnhof Mehringdamm war nun nötig. Seit 1984 heißt die Linie zur Unterscheidung zu den S-Bahn-Linien nunmehr U6.
In den 1980er Jahren baute Borsig seine Werkshallen zurück, sodass der integrierte Bahnhofszugang aufgegeben werden musste. Seitdem befindet sich neben dem bekannten Werkstor ein Zugang als Glas-Metall-Konstruktion. Zwischen 1998 und 1999 sanierte die BVG den Bahnhof, da zwischenzeitlich Fliesen abgefallen waren, dabei wurden auch Blindenleitstreifen eingeführt. Dennoch ist bis heute die Originalbestuhlung des Bahnhofs mit filigranen Sitzbänken aus den 1950er Jahren enthalten. Er gilt als einer der unverfälschtesten Bahnhöfe der Linie.
Eine Ausstattung des Bahnhofs mit einem Aufzug ist aufgrund der geringeren Bedeutung des Bahnhofs bisher nicht erfolgt und ist damit nicht barrierefrei. Der barrierefreie Ausbau war ursprünglich für das Jahr 2020 vorgesehen. Mit Stand August 2024 waren die Bauleistungen vergeben worden, die Fertigstellung des Aufzugs ist für 2027 geplant.

## Anbindung
| Linie | Verlauf |
| ----- | --- |
|       | Alt-Tegel – Borsigwerke – Holzhauser Straße – Otisstraße – Scharnweberstraße – Kurt-Schumacher-Platz – Afrikanische Straße – Rehberge – Seestraße – Leopoldplatz – Wedding – Reinickendorfer Straße – Schwartzkopffstraße – Naturkundemuseum – Oranienburger Tor – Friedrichstraße – Unter den Linden – Stadtmitte – Kochstraße – Hallesches Tor – Mehringdamm – Platz der Luftbrücke – Paradestraße – Tempelhof – Alt-Tempelhof – Kaiserin-Augusta-Straße – Ullsteinstraße – Westphalweg – Alt-Mariendorf |

Am U-Bahnhof bestehen Umsteigemöglichkeiten von der Linie U6 zur Omnibuslinie 133 der BVG.